# Ulla Skoog
Ulla Marie Skoog (født 23. februar 1951) er en svensk skuespillerinde. Hun studerede på Teaterhögskolan i Stockholm fra 1979 til 1981.
Skoog vandt i 2013 en Guldbagge for bedste kvindelige birolle i spillefilmen Dom over død mand (2012).

## Udvalgt filmografi
- S.O.S. - amatører til søs (1988)
- Tre kärlekar (tv-serie, 1989-1991)
- Lorry (tv-serie, 1989-1995)
- Kurt Olsson - Filmen om mit liv som mig selv (1990)
- Yrrol (1994)
- Kalle Blomkvist - Mesterdetektiven lever farligt (1996)
- Lilla Jönssonligan på styva linan (1997)
- Reuter & Skoog (tv-serie, 1999-2001)
- Tidsrejsen (2011, kun stemme)
- Dom over død mand (2012)
- Frøken Frimans krig (tv-serie, 2013-2017)
- Welcome to Sweden (tv-serie, 2014)
- Inden vinteren kommer (2018, kun stemme)
- Storm på Stillevænget (julekalender, 2018)
- En komikers opvækst (2019)
- LasseMajas Detektivbureau: Togrøverens hemmelighed (2020)
- Super Charlie (animationsfilm, 2024)